# Aspredinichthys
Aspredinichthys is een geslacht van straalvinnige vissen uit de familie van braadpan- of banjomeervallen (Aspredinidae).

## Soorten
- Aspredinichthys filamentosus (Valenciennes, 1840)
- Aspredinichthys tibicen (Valenciennes, 1840)